# Haplocyonopsis
A Haplocyonopsis az emlősök (Mammalia) osztályának ragadozók (Carnivora) rendjébe, ezen belül a fosszilis medvekutyafélék (Amphicyonidae) családjába és az Amphicyoninae alcsaládjába tartozó nem.

## Tudnivalók
A Haplocyonopsis nemnek tulajdonított kövületeket Európában, a miocén kori rétegben találták meg. Még nem ismert a pontos fajszám.

## Rendszerezés
A nembe legalább 1 faj tartozik:
- Haplocyonopsis crassidens de Bonis, 1973